# Элисар, Элияху
Элияху Элисар (ивр. אליהו אלישר‎; род. 10 октября 1899 года, Иерусалим, Палестина — 30 октября 1981 года, Израиль) — израильский политический деятель, член кнессета 1-го созыва и 2-го созыва, заместитель мэра Иерусалима.

## Биография
Элияху Элисар родился в 1899 году в городе Иерусалиме, в еврейской семье. Его отец Иссак Элисар был купцом, выходцем из раввинской семьи, сыном раввина Хаима Моше Элиссара и внуком раввина Якова Шауля Элисара (главного раввина Эрец-Исраэль). Мать Элияху, Роза, также происходила из известной семьи, её отец Иосиф Навон был банкиром и бизнесменом. Младший брат Элияху, Менаше Элисар, также стал бизнесменом и видным иерусалимским общественным деятелем.
Элияху Элисар учился в иерусалимской еврейской школе — Лемеле. В 1913 году он отправился в университет Бейрута, чтобы заняться изучением медицины. Однако вскоре началась Первая мировая война, и ему пришлось вернуться в Иерусалим, где он начал работать в больнице в качестве стажёра.
В 1915 году Элисар был зачислен в Османскую армию, где служил в качестве военно-полевого врача. В 1919 году он вернулся в Бейрут, чтобы продолжить обучение. В Бейруте он находился до 1921 года, после чего уехал в Каир и стал изучать право (позже он продолжил обучение в юридической школе в Иерусалиме в 1932—1935 годах). В 1922 году Элисар вновь возвратился в Иерусалим.
Элияху Элисар избирался в первые два созыва кнессета, от партии Сефарды и выходцы Востока. Он стал одним из первых израильских политиков, предпринявших попытки предотвратить дискриминацию различных еврейских этнических групп.

## Должности в Кнессете

### Кнессете 1-го созыва
- Член финансовой комиссии

### Кнессете 2-го созыва
- Член комиссии по внутренним делам
- Член финансовой комиссии

## Общественная деятельность
- В 1922—1935 годах работал в правительстве подмандатной Палестины.
- Руководил торговой конторой в отделе торговли и таможенных пошлин.
- Редактировал «Торговый бюллетень» отдела.
- После окончания работы в правительстве занимался торговлей.
- Член Комитета восточной общины Иерусалима (1938) и член президиума.
- В 1942 году был выбран президентом общины.
- Член национального комитета и отдела Хаганы в Иерусалиме.
- Член Комиссии по безопасности во Временном правительстве.
- Издатель и редактор еженедельника «Эхо востока» (1942—1952).
- В 1947 году был выбран президентом Комитета восточных общин в Иерусалиме

## Книги
- Жить с палестинцами (1975)
- Жить с евреями (1981)